# ნ
Nari (asomtavruli Ⴌ, nuskhuri ⴌ, mkhedruli ნ) es la decimocuarta letra del alfabeto georgiano.
En el sistema de numeración georgiano tiene un valor de 50.
Nari representa comúnmente una consonante alveolar nasal /n/ como la pronunciación de n en "nariz".

## Letra
| asomtavruli | nuskhuri | mkhedruli |
| ----------- | -------- | --------- |
|             |          |           |

## Codificación digital
| asomtavruli | nuskhuri | mkhedruli |
| ----------- | -------- | --------- |
| U + 10AC    | U + 2D0C | U + 10DC  |

## Braille
| mkhedruli |
| --------- |
|           |